# Sepp Heckelmiller
Josef „Sepp” Heckelmiller (ur. 5 listopada 1943 w Bad Hindelang) – niemiecki narciarz alpejski reprezentujący barwy RFN. Dwukrotnie startował na igrzyskach olimpijskich. Jego najlepszym wynikiem na mistrzostwach świata było 11. miejsce w gigancie na mistrzostwach w Sankt Moritz w 1974 r. Najlepsze wyniki w Pucharze Świata osiągnął w sezonie 1970/1971, kiedy to zajął 16. miejsce w klasyfikacji generalnej, a w klasyfikacji giganta był szósty.

## Sukcesy

### Puchar Świata

#### Miejsca w klasyfikacji generalnej
- 1967/1968 – 35.
- 1968/1969 – 33.
- 1969/1970 – 21.
- 1970/1971 – 16.
- 1971/1972 – 24.
- 1972/1973 – 46.

#### Miejsca na podium
1. Adelboden – 5 stycznia 1970 (gigant) – 2. miejsce
2. Heavenly Valley – 27 lutego 1971 (gigant) – 3. miejsce
3. Åre – 13 marca 1971 (gigant) – 2. miejsce
4. Banff – 18 lutego 1972 (gigant) – 2. miejsce